# ミニカー (玩具)

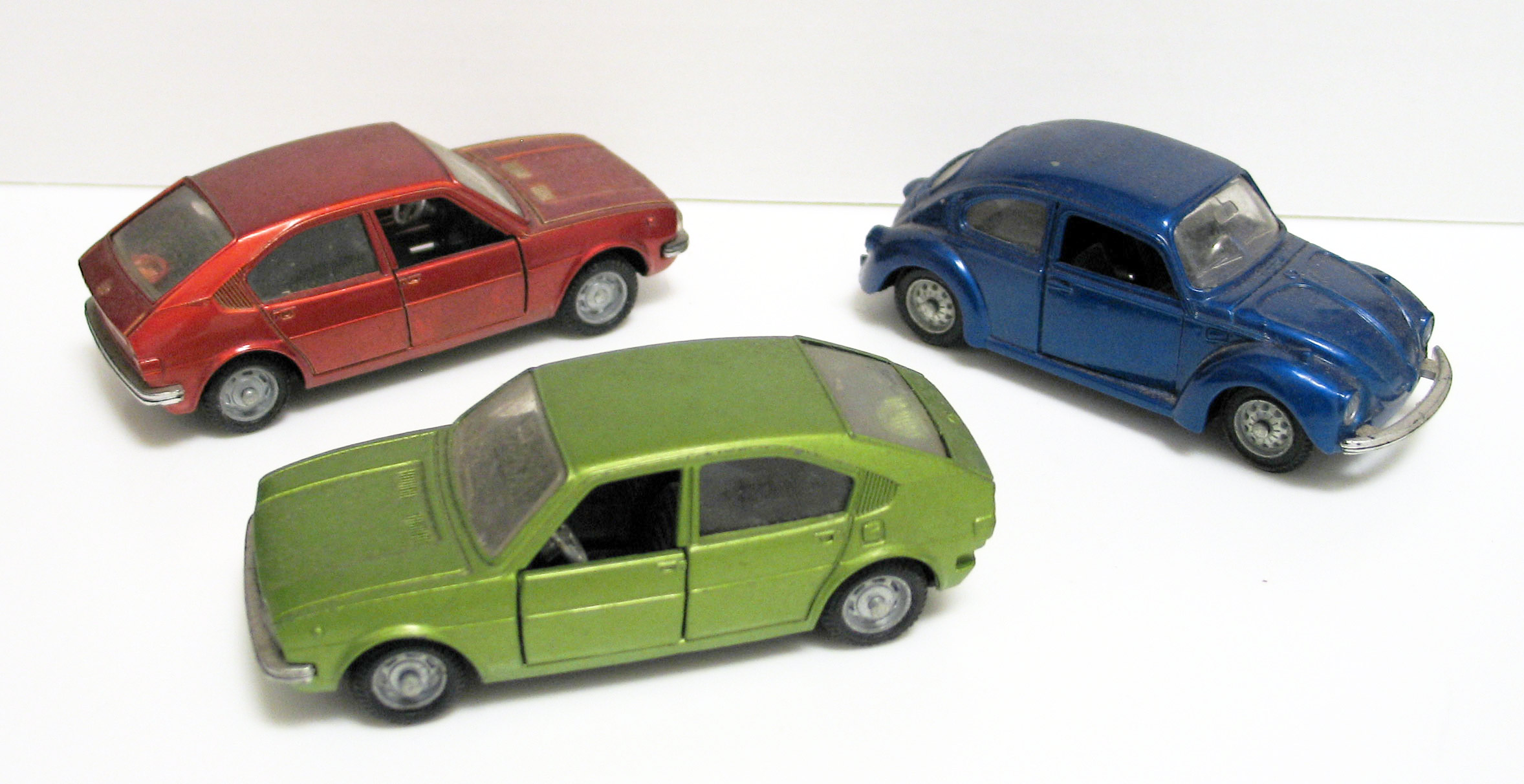
イメージ

ミニカー（和製英語）は、自動車をさまざまな素材、縮尺でモデル化した玩具・模型の総称である。

## 概要
安価なものは子供の玩具として用いられ、高価格帯のものは大人の鑑賞用としてコレクションされる。素材は亜鉛合金製が最も多い。スチロール樹脂製のプラモデル、金属製キットなどの組み立て式の自動車模型や、ラジコンカー、スロットカー等自動走行機能を持ったものを広くミニカーに含める場合もある。また、メーカーのミニカー製品のラインナップには自動車ばかりではなく、鉄道車輌、航空機、船舶モデルもある。
日本国内では、かつては模型店や玩具店で購入する事が一般的であったが、近年は専門店や家電量販店での発売も増えつつある。また、観賞用ケースに入った状態や分冊百科(アシェット・デアゴスティーニなど）として書店などで販売されたり、コンビニエンスストアなどで飲料のおまけとして販売される例も多く、流通経路も多様化しつつある。
通常は完成品形態で販売される事が一般的であるが、既製品に満足できない愛好者を対象としてキット形態で販売されるものもある。
一般的にはプラスチック製や亜鉛合金製が多いが、レジンキャスト、ウレタン樹脂やホワイトメタル、真鍮などを使った製品も存在する。また、近年は鉛の使用規制のためホワイトメタルに鉛の使用を制限する動きも見受けられる。

## 縮尺（スケール）
最も初期のミニカーは、鉄道模型のアクセサリーとして作られた。そのため、その大きさは鉄道模型の縮尺に準じており、現在一般的な1/43スケールはOゲージ鉄道模型（1/43.5スケール）のアクセサリー用ミニカーが原点であった。観賞用に供される大型商品には1ヤードを2インチに縮尺する1/18スケールや、1フィートを1インチに縮尺する1/12スケール、その半分の1/24といったスケールのものもある。近年は1ヤードを1/2インチとする1/72スケール や1フィートを3/8インチとする1/64スケールといった小型スケールモデルも各社から発売されている。またトミカのように、販売用の箱のサイズに合わせて個々の縮尺を決める「箱スケール」も存在する。

## 鑑賞品としてのミニカー
子供向けの玩具としてのミニカー以外に、ディスプレイモデルと呼ばれる鑑賞用のミニカーもあり、世界中にコレクターが存在している。1/43スケールのダイキャストモデルが主流であり、2010年代以降は5千～8千円台が主な価格帯となっている。また、金型が不要で製品化が早いレジンモデルが2010年代以降登場しており、こちらは高いものでは2万円近くするなど、メーカーによってバラつきがある。
ディスプレイモデルは一般的に飾りやすい様に台座に固定され、主にアクリル製の透明カバーなどをかぶせて保護された状態で販売されることが多い。

## 主な製品

### 日本
販売中
- トミカ

1970年、トミー（後のタカラトミー）が発売した日本を代表する大量生産ミニカーのブランド。実車の大きさを問わず、統一サイズの箱・パッケージを基準にして製作されており、縮尺は各車種で異なる。その知名度からホットウィールやマッチボックス等、海外で3インチミニカーと呼ばれるサイズを日本では「トミカサイズ」と呼ぶ事もある。
現在販売されている車種は「トミカシリーズ」だけでも160車種（新しく発売されるトミカが前のトミカの番号を引き継ぐシステムとなっている）。乗用車、輸送車両、建設機械、農業機械、緊急車両、軍用車両、オートバイなど多岐にわたり、実在の企業のロゴが入った商用車や他社のキャラクターが入ったミニカーも存在する。ミニカー以外にも鉄道車両や航空機、船舶などのモデルもある。
「トミカシリーズ」に加え、旧車などを題材にした高価格帯の「トミカリミテッドヴィンテージ」（トミーテック）等、関連商品も多数ある。
- トミカリミテッドヴィンテージ

2004年にトミーテックより(タカラトミーの完全子会社)発売し、トミーの同名シリーズを元にした縮尺1/64（一部1/43）の自動車の細密モデル。トミカ発売開始以前の車両をモデル化した製品は「トミカリミテッドヴィンテージ」として、トミカ発売開始以後の車両をモデル化した製品は「トミカリミテッドヴィンテージNEO」としてそれぞれ製品化している。
- チョロQ

1980年、タカラ（後のタカラトミー）が発売した日本を代表する大量生産ミニカーのブランド。デフォルメされているのが特徴。こちらも実車の大きさを問わず、統一サイズを基準にして製作されており、縮尺は各車種で異なる。その知名度から、類似商品を便宜的に日本では「チョロQ」と呼ぶ事もある。トミカとは異なり、ゼンマイや車軸、シールなどを除き総プラスチック製である。
レギュラーシリーズはトミカよりわずかに安い販売価格が特徴であった。一方、イベントやバス会社ごとの商品が多いのも特徴で、1台1000円ほどの値段で売られていた。
現在はレギュラーシリーズとして販売されている車種はほとんどないが、旧車などを題材にした高価格帯の「チョロQ ZERO」等、関連商品が多数ある。かつては、改造を売りにしたシリーズなどがあった。
- 京商

ラジコンカーではタミヤと並ぶ有名メーカーである。現在は「京商オリジナル」を中心とした自社生産のミニカーを積極的に展開しており､マカオのミニカーブランドのイクソに生産を委託する｢j-collection｣シリーズとともに日本車を主に展開している。日産自動車が公認するオフィシャルミニカーメーカーであり､新車と同時にミニカーも発売することもある。サークルKサンクス限定で発売しているミニカーで有名。かつて、ダイドードリンコにも景品として付けられた。発売日に即日完売となる人気シリーズもある。
また、オートスケールコレクションという高品質な塗装などを施した4000円～6000円ほどの鑑賞用でありながら、シャーシを対応するMINI-Zシリーズに交換する事でラジコンカーとして走行可能な物も販売している。
- ダイヤペット

1961年に大盛屋が発売した「ミクロペット／チェリカ・フェニックス」を前身とする国産車標準スケールのミニカーブランド。大盛屋がミニカーの製造販売を停止し、米澤玩具（ヨネザワ）がその金型を引き継いだことによってダイヤペットがスタートする。第1号モデルは1965年発売の「プリンス・グロリアDX」。のちにヨネザワがセガに買収され「セガ・ヨネザワ｣ブランドで発売された。その後、アガツマがブランドを引き継いで販売中。ラインナップは働く車が中心となり、同社が版権を獲得している「それいけ!アンパンマン」にちなんだ車種も登場している。
- タミヤ

スケールモデルで世界に知られる静岡のメーカー。ラジコンカーやミニ四駆など、モーターライズされたモデルでも有名である。1996 - 1997年に一時期1/43スケールのミニカーを手がけた。エンジンや塗装が細部まで表現された半完成品の1/12スケールの大きなミニカーや、1/64スケールのミニカーも手がけている。
- エブロ

精密な日本の自動車の模型を販売。レーシングカーを中心に日本の旧車・現行車種、モーターショーのコンセプトカーなどをモデル化している。
- ポストホビー

東京都のホビーショップの老舗。1/43スケールのレジンモデル「MARK43」、1/64スケールの「Hobby JAPANダイキャストミニカーコレクション」を企画・発売している。日本の名車を中心としたモデル化を行っている。　　
- アオシマ

1970〜90年代の車両を1/43スケールで展開する「DISM」、暴走族の車両を1/64スケールで展開する「グラチャンコレクション」、プラスチック製の1/64スケールモデルをカプセルトイで展開するシリーズがある。
- ダイカスケール

1970年代から販売されているダイカスト製玩具のブランド。製造・販売は株式会社錦（ニシキ）。鉄道車両のモデルもあるが、「バスシリーズ」としてバスのミニカーが存在する。バス一般を模した玩具ではなく、実在のバス事業者名と塗装を再現した路線バスのミニカーシリーズとしては、日本国内では最初期のものである。
- トレーン

鉄道車輌をモデル化したN（ナイン）ゲージダイキャストスケールモデルが中心であるが、バスをモデル化した「フェイスフルバス」シリーズがある。
- シー・シー・ピー

ダイキャストカー「キャストビークル」シリーズを販売。バンダイに譲渡。
- インターアライド

モデル化される機会が少ない車種を題材にした「Hi-Story」、コミック、アニメ等に登場する架空の車両を題材にした「MODELER'S」等の1/43スケールの他に1/64スケールの「オーバーステア」を発売している。
- キッドボックス

神奈川県大和市に本店を置くホビーショップの老舗。1/43スケールのレジンモデル「LA-X」「CAM＠マーク」をはじめ、ダイキャストモデルの「ENIF」を手掛けている。
- ヒコセブン

1/43スケールの警察車両をラインナップするRAI'S、消防車両をラインナップするCARNELなどを発表している。
- イグニッションモデル

静岡県浜松市のTK.companyによるブランド。レジンモデル専門で、スケールは1/12、1/18、1/43、1/64と幅広く手掛けている。トミカリミテッドヴィンテージとのコラボ商品もある。
販売終了
- シンセイ （新正工業）

亜鉛合金製でドアが開閉するタイプ・作業車などがある。
SHINSEI JET MACHINEシリーズ・SHINSEI JET MACHINE MINIシリーズ・SHINSEI MINI POWERシリーズがある。
- ポピニカ

1972年6月にポピーが発売したミニカーシリーズ。
「ポピニカ」ではテレビアニメや特撮番組のキャラクター系のマシンを商品化した。2000年代に入るとバンダイから「ポピニカ魂」というブランドが登場した他、バンダイがアメリカのマテルと提携して「キャラウィール」ブランドにて特撮やアニメに登場する車両を発売していた。
- コナミ

本業はゲームソフトメーカーであるが、2004年から食玩にて「絶版名車コレクション」、「Car of the 80's」の1/64スケールモデルや箱スケールの「国産車名鑑」を展開していた。2008年に「Car of the 80's EDITION RED」の発売を最後に食玩事業から撤退した。
- M-TECH（エムテック）

1996年3月にエポック社が日本のミニカーブランドにおける標準スケールモデルのパイオニアとして旗揚げ。乗用車を始め、トラックやレーシングカーなどを幅広く手掛けていたが、ブランド自体は迷走し、さらにレジンモデルブランドのM-4が不振になったり、価格帯が安価なトイモデルと鑑賞向けの本格的ダイキャストモデルにシフトするなど挽回をはかったが、エブロや京商Jコレクションなどライバルメーカーが台頭しはじめたのを契機に2000年代前半には市場から撤退した。
- 小川

オリジナルブランド「WIT'S」の名で実車により近い1/43スケールのレジン製ミニカーや1/12スケールのダイキャスト製バイクを製造販売している東京都の企業。また、東本昌平の漫画『キリン』とコラボしてキリンの登場人物と彼らの愛車を発売したこともある。また、これまであまりモデル化に恵まれていなかった車種を手掛るようになった。しかし、中国工場の収益悪化や原材料高もあり、2016年3月31日をもって事業を終了した。

### 中国
- イクソ (IXO)

マカオのメーカー。ソニックインターナショナルトイズのブランド。
- TSM MODEL

1/43と1/64の「MINI GT」ブランドを展開している。
- AUTOart (オートアート)

ゲートウェイグローバルのブランド。現在、本社機能はアメリカに移転している。
- New-Ray Toys (ニューレイトイズ)

香港のメーカー。
- Spark

香港のメーカー。MINIMAX社のブランド。ル・マン出場マシンなどレース車両が8割を占める。
- EraCar

香港のメーカー。1/64モデルを販売。
- TINY（タイニー）

香港のメーカー。香港を走る車を忠実に再現している。
- ゲインコーププロダクツ（GCD）

香港のブランド。1/64のスケールで、タイヤ等を曲げられたり、忠実に再現している。
- Tarmac Works

2014年創業の香港のメーカー。1/43と1/64でスケール展開すると共に、他社とのコラボ展開も少なくない。
- INNO MODELS

2016年創業のマカオを拠点とするメーカー。1/64のダイキャスト製がメインだが、1/18や1/43、レジン製なども手掛ける。
- POP RACE

2019年創業の香港のメーカー。1/43と1/64はダイキャスト製、1/12はレジンとABS樹脂製、1/18はダイキャスト若しくはレジンとABS樹脂製で展開。日本では株式会社ジェネシスカンパニーが正規代理店として展開している。
- ERROR 404

主に1/64のレジン製を手掛ける。レジン製であるため限定生産品が多い。

### アメリカ
- マッチボックス (Matchbox)

当初はイギリスのレズニー社のミニカーブランドであった。順次商品を入れ替える「1-75」シリーズで有名。後にアメリカのマテル社のミニカーブランドとなった。
- ホットウィール

マッチボックスと同じくマテル社のミニカーブランド。
1968年に発売された人気シリーズで、子供のみならず大人のコレクターが世界中にいると言われている。基本的に実車を再現するマッチボックスに対して、ホットウィールは非現実的なデザインで「カッコイイ」イメージを売りにしている。最大の特徴は派手なデザインで、実車にはありえない大胆なデフォルメや奇抜なカラーリングが施されている。1999年から2014年まではフェラーリの版権契約を独占的に結んでいた。
- ジョニーライトニング（英語版）

1969年に発売されたTopper Toysによるブランドで、ホットウィールに次ぐほどの人気を得たが会社の破産により1971年に生産中止。1994年にプレイング・マンティス社により復活し、RC社の所有を経て2011年にタカラトミーが権利を取得するも2013年に再び生産中止に。現在はタカラトミーのライセンスを受けて、アメリカのRound 2社が製造している。
- FASTLANE　(ファストレーン)

トイザらスのブランドで自社の店舗で販売する。
- EXOTO (エグゾト)

精密なミニカーを販売する。
- Maisto (マイスト)

メイ・チョングループのブランド。自動車、飛行機、オートバイのミニカーやラジコンを展開している。2015年からマテルに代わってフェラーリの版権独占契約を締結し、同ブランドでフェラーリのミニカーを発売している。
- Franklin Mint (フランクリンミント)

コインや宝石などのコレクションの製造販売の他に、高級車や軍用機などのダイキャストモデルを中心に展開している。
- Jada Toys

1/18から1/43スケールのミニカーをラインナップしている。安価で大径のホイールが装着されているものが多い。
- MINIGT

Sunrich Toys & Hobby（サンリッチ　トイス＆ホビー）から販売しているの1/64スケールのミニカーをラインナップにしている。低価格帯で、手につけやすい価格ながら、再現度等は忠実に再現している。

### ドイツ
- ヘルパ

1/87や1/100、1/500など小さいスケールのミニカーを主に手掛け、乗用車やトラック、建設機械、飛行機などのミニカーを製造する。
- Schuco (シュコー)

1912年から続く名門玩具会社メーカーで、1930年代には自動方向転換してテーブルから落ちることなく走り続ける「ターニングカー」や、声に反応して動く「コマンドカー」などを発売。現在は1/43や1/18、1/87スケールのミニカーを手掛ける。
- メルクリン

主に鉄道模型を手掛けるメーカーで、ブリキ製の自動車や船、スロットカーなども手掛ける。
- NZG

1/18スケール等で市販車のミニカーも手掛けるが、主に建設機械のミニカーを製造している。
- ミニチャンプス

ドイツの大手ミニカー会社で、1/64や1/43、1/18の他、ホイールやレーシングヘルメット等の模型も手掛ける。自動車メーカーからの特注ミニカーを製造しているのも特徴。日本では京商が輸入代理店を務める。
- CMC

主にクラシックカーやクラシックレーシングカーのミニカーを手掛けており、1/12や1/18といった大きめのスケールモデルが多い。エンジンやエキゾースト、モノコック等の模型も手掛ける。
- ジク

ドイツでは老舗のメーカーで、車よりも農用トラクターや建設機械が多く、特に農用トラクターモデルにはクラシックモデルもある他、農用トラクターに付けるアタッチメントの種類が多いのも特徴である。ドイツのメーカーらしくドイツ車が多い。また、実際の車ではなく自社デザインのオリジナル車もある。日本ではボーネルンドが輸入している。
- WIKING（英語版） (ヴィーキング)

主にNゲージやHOゲージといった鉄道模型に付属するミニカーを製造する。鉄道模型に合わせたスケールのため、1/87や1/160など小さいミニカーが多い。
- Brekina（ドイツ語版） (ブレキナ)

主にHOゲージに合わせた1/87スケールのミニカーを製造する。2010年代末までは1/160や1/43も販売していた。
- RIETZE（ドイツ語版） (リーツェ)

主にHOゲージに合わせた1/87スケールのミニカーを製造しており、ラインナップとしてはバスが多い。
- BUSCH (ブッシュ)

主にHOゲージに合わせた1/87スケールのミニカーを製造しており、ミニカーの他に鉄道模型の情景部品も販売する。

### イギリス
- コーギー

当初は1934年に創業したメットーイ社が1956年に発売したミニカーのブランドだった。メカノ社のディンキーに対抗して、ギミックを搭載した商品やキャラクター商品を含むミニカー製品を広く展開した。後に独立や買収を経てコーギー・クラシックとして独立した。
- コーギー・クラシック

メットーイ社のミニカーブランドの「コーギー」を前身とする。1995年にマテル社から独立した。その後2008年にホーンビィ傘下に入った。
- ディンキー

メカノ社が1934年に発売したミニカーのブランド。1940年代後半までは1/43スケールであったが、1950年代以降は1/48スケールが多くなった。その後幾多にわたる買収を経て1980年代末にマテル社に買収され、マッチボックス傘下に入った。マッチボックス傘下において「ディンキーコレクション」シリーズとして1/43スケールで大人向け商品を展開していた。
- Spot-On (スポット・オン)

ラインズ・ブラザーズ社が1959年に発売したミニカーのブランド。1/42スケールであった。1964年にラインズブラザーズ社がメカノ社を買収したが、知名度からディンキーに負けていたため、スポットオンは1967年に終了させてディンキーを存続させた。
- ミニック

ラインズ・ブラザーズ社のトライアング傘下のミニカーブランドであった。1935年の発売当初は手押しのブリキ製であった。1950年代に入りフリクションドライブの製品も登場した。HOスケールスロットカーのミニック・モーターウェイ (Minic-Motor Way) はプラスチック製で1963年に登場し、1970年に終了したが、これ以外に玩具のミニカーも存在した。
- オックスフォード

1993年設立。1950年代から1970年代のイギリス車のダイキャストモデルを中心に展開している。スタンダードな1/43スケールもある一方、1/76、1/148という稀有な縮尺のモデルが多い。日本では京商が代理店を務めている。

### フランス
- マジョレット (Majorette)

日本ではカバヤが食玩ミニカーとして発売している。フランスのメーカーということもあり、フランス車などの欧州車が多いが、日本車やアメリカ車も存在する。
- Jouef

主に1/43スケールと1/18スケールで、亜鉛合金製のミニカーを生産していた。かつて1/40スケールのスロットカーを展開していた事があった (写真参照) 。
- プロバンス・ムラージュ

1/43スケールのウレタン樹脂製キットを生産していた。後に倒産し、プロバンス・ミニチュアズ・オートモビルになったが、また倒産してヘコ・ミニチュアズに買収された。
- ソリド (Solido)

ダイキャスト製ミニカーを製造している。
- ノレブ (Norev)

ルノーやPSA・プジョーシトロエングループの車種を主に製品化している。

### イタリア
- ポケール

1/8スケールのミニカーキットを製造販売していたが経営悪化により廃業。
- ブラーゴ

1/18スケールなど、複数のスケールで亜鉛合金製ミニカーを展開する。2007年にマイストを展開するメイ・チョングループの傘下に入る。
- B.B.R

精密な自動車模型を手がける。完成品は高値で取引される。
- MR Collection

- ブルム（BRUMM）

イタリアの老舗メーカー。

## 版権

### 自動車メーカーによるライセンス
かつてはミニカーの発売に対し、キャラクター商品を除き、オリジナル自動車メーカーやレーシングチームの許可の必要がなかった。一方1990年代以降は企業の知的財産権意識向上などにより、基本的に実車メーカーに許可を得ないと商品化ができなくなっている。こうした版権許可の中には変わったものも存在しており、具体的な例として以下のものを挙げる。
- 1999年、フェラーリはアメリカのマテル社とミニカーの製造・販売における独占契約を締結。これ以降、同社以外でフェラーリの模型の発売は一切不可能となった。そのため、一時はフジミやハセガワなどのプラモデルメーカーの製品は販売ができなくなり中古市場で高値で取引された。その後、組み立てモデルに関してはライセンスが下りるようになり、2000年代半ばには再び市場に流通する様になった。完成品モデルに関しては、マテル社の正規輸入代理店である京商が製造・発売権を有しており、マテルと異なる価格帯で販売することを条件に契約が更新されており、京商製のフェラーリ模型はコンビニエンスストア限定流通品を除き、マテル製の物よりも高額な価格帯で販売されていた。他には、アシェット・コレクションズ・ジャパンがフェラーリの公式ライセンスを取得し、刊行している雑誌「フェラーリコレクション」にミニカーを付属させたりしている。2010年、マテルはフェラーリとの契約を継続したが[1]、2014年末をもってフェラーリとの契約が終了し、2015年からフェラーリは「ブラーゴ」「マイスト」ブランドを傘下に持つメイ・チョングループと契約を締結した。メイ・チョングループではフェラーリ車の製品化権を他社に販売する契約も結んでおり、これ以降は事実上、フェラーリ車のミニカー製造・販売権は一社独占ではなくなっている。

このような版権契約は、安定した品質で製品化してきた大手メーカーの発売・製造が制限されることもある。

### デカール等の規制
ミニカーは基本的に子供向け商品と見なされることから、レーシングカーがミニカーとして製品化される際にタバコ会社の広告が消される傾向がある。
2000年代以降は世界的なたばこ広告の規制を受けて規制は鑑賞用ミニカーにも波及しており、タバコロゴのついていた過去の車種が製品化される場合でも文字を変更、あるいは消去することがある（例としてキャメルはスポンサーになっていたロータスに、マールボロは当初バーコードに似た縦状のラインに置き換えられ、その後消滅している）。このため近年ではサードパーティー製のたばこロゴデカールを、ユーザーが自ら貼り付ける体制を取ることもある。また、近年では企業の知的財産権の管理強化の関係から、タバコ以外の企業でもロゴを削除・或いは文字を変更した製品も登場している。
また、第二次世界大戦期のドイツ国防軍車両はハーケンクロイツのロゴが添付されることがあったが、近年の国際情勢を鑑み、漢字の田に似たデカールや、鉄十字などで代用する例もある。